# Анбуг
Анбуг (перс. انبوه) — село в Ірані, у дегестані Калішам, у бахші Амарлу, шагрестані Рудбар остану Ґілян. За даними перепису 2006 року, його населення становило 613 осіб, що проживали у складі 177 сімей.

## Клімат
Середня річна температура становить 10,83 °C, середня максимальна – 27,51 °C, а середня мінімальна – -7,26 °C. Середня річна кількість опадів – 367 мм.
| Клімат поселення                              | Клімат поселення | Клімат поселення | Клімат поселення | Клімат поселення | Клімат поселення | Клімат поселення | Клімат поселення | Клімат поселення | Клімат поселення | Клімат поселення | Клімат поселення | Клімат поселення | Клімат поселення |
| Показник                                      | Січ.             | Лют.             | Бер.             | Квіт.            | Трав.            | Черв.            | Лип.             | Серп.            | Вер.             | Жовт.            | Лист.            | Груд.            |                  |
| Середній максимум, °C                         | 5,36             | 6,05             | 9,12             | 15,60            | 20,50            | 25,45            | 27,06            | 27,51            | 24,30            | 19,23            | 12,75            | 6,93             |                  |
| Середня температура, °C                       | −0,94            | −0,26            | 2,82             | 9,29             | 14,18            | 19,14            | 21,72            | 22,18            | 18,97            | 13,90            | 7,43             | 1,59             |                  |
| Середній мінімум, °C                          | −7,26            | −6,57            | −3,51            | 2,98             | 7,88             | 12,82            | 16,39            | 16,85            | 13,64            | 8,57             | 2,10             | −3,72            |                  |
| Норма опадів, мм                              | 38               | 39               | 61               | 48               | 33               | 9                | 8                | 6                | 7                | 29               | 41               | 48               |                  |
| Середньомісячна швидкість вітру, м/с          | 1.87             | 2.48             | 2.70             | 2.98             | 2.87             | 2.80             | 2.90             | 2.72             | 2.38             | 2.35             | 2.15             | 1.82             |                  |
| Середньомісячна сонячна радіація, кДж/м²·день | 7555             | 10107            | 12671            | 16757            | 21130            | 24734            | 25126            | 22066            | 18341            | 12852            | 9406             | 7296             |                  |
| --------------------------------------------- | ---------------- | ---------------- | ---------------- | ---------------- | ---------------- | ---------------- | ---------------- | ---------------- | ---------------- | ---------------- | ---------------- | ---------------- | ---------------- |
| Джерело:                                      |                  |                  |                  |                  |                  |                  |                  |                  |                  |                  |                  |                  |                  |